# 泰特文市鎮
泰特文市镇，是保加利亞的市鎮，位於該國中部，由洛維奇州負責管轄，行政中心为泰特文，面積697平方公里，2009年人口22,016，人口密度每平方公里31.59人。